# Pinnaticoemansia
Pinnaticoemansia är ett släkte av svampar. Pinnaticoemansia ingår i familjen Kickxellaceae, ordningen Kickxellales, divisionen oksvampar och riket svampar.
|                  | Coemansia                                         |
|                  |                                                   |
|                  | Kickxella                                         |
|                  |                                                   |
|                  | Martensella                                       |
|                  |                                                   |
|                  | Mycoëmilia                                        |
|                  |                                                   |
|                  | Ramicandelaber                                    |
|                  |                                                   |
|                  | Myconymphaea                                      |
|                  |                                                   |
|                  | Spiromyces                                        |
|                  |                                                   |
|                  | Linderina                                         |
|                  |                                                   |
|                  | Dipsacomyces                                      |
|                  |                                                   |
| Pinnaticoemansia | \| \| Pinnaticoemansia coronantispora \| \| \| \| |
|                  | \| \| Pinnaticoemansia coronantispora \| \| \| \| |
|                  | Spirodactylon                                     |
|                  |                                                   |
|                  | Martensiomyces                                    |
|                  |                                                   |
|                  | Pinnaticoemansia coronantispora                   |
|                  |                                                   |

|  | Pinnaticoemansia coronantispora |
|  |                                 |